# Sven Fahlman
Sven Torsten Fahlman (* 11. Juli 1914 in Stockholm; † 23. Juni 2003 in Sollentuna) war ein schwedischer Fechter.

## Erfolge
Sven Fahlman gewann mit dem Degen bei den Weltmeisterschaften 1950 in Monte Carlo und 1951 in Stockholm mit der Mannschaft die Bronzemedaille. 1951 sicherte er sich zudem Bronze im Einzel. 1947 in Lissabon und 1954 in Luxemburg wurde er mit der Mannschaft Vizeweltmeister. Bei den Olympischen Spielen 1952 in Helsinki schied er sowohl in der Einzelkonkurrenz mit dem Degen als auch mit der Florett-Mannschaft in der Vorrunde aus. Mit der schwedischen Degen-Equipe erreichte er die Finalrunde, die auf dem zweiten Platz hinter Italien abgeschlossen wurde. Gemeinsam mit Per Carleson, Carl Forssell, Bengt Ljungquist, Lennart Magnusson und Berndt-Otto Rehbinder erhielt Fahlman somit die Silbermedaille.